# Anthrenoides reticulatus
Anthrenoides reticulatus är en biart som beskrevs av Urban 2005. Anthrenoides reticulatus ingår i släktet Anthrenoides och familjen grävbin. Inga underarter finns listade i Catalogue of Life.